# Ejana Ewlnie
Ejana Ewlnie är ett distrikt i Etiopien.   Det ligger i zonen Guraghe och regionen Ye Debub Biheroch Bihereseboch na Hizboch, i den centrala delen av landet, 120 km sydväst om huvudstaden Addis Abeba.